# 갤러리
갤러리(gallery), 또는 화랑(畵廊)은 미술시장에서 작가의 작품을 구매하고 전시, 판매하는 곳이다. 작품을 생산하는 작가와 직접 거래를 한다는 의미에서 아트페어 등과 함께 1차 미술시장으로 불린다. 한편 소장하고 있는 작품을 다시 판매하는 아트옥션과 같은 곳은 2차 시장으로 불린다.

## 유래

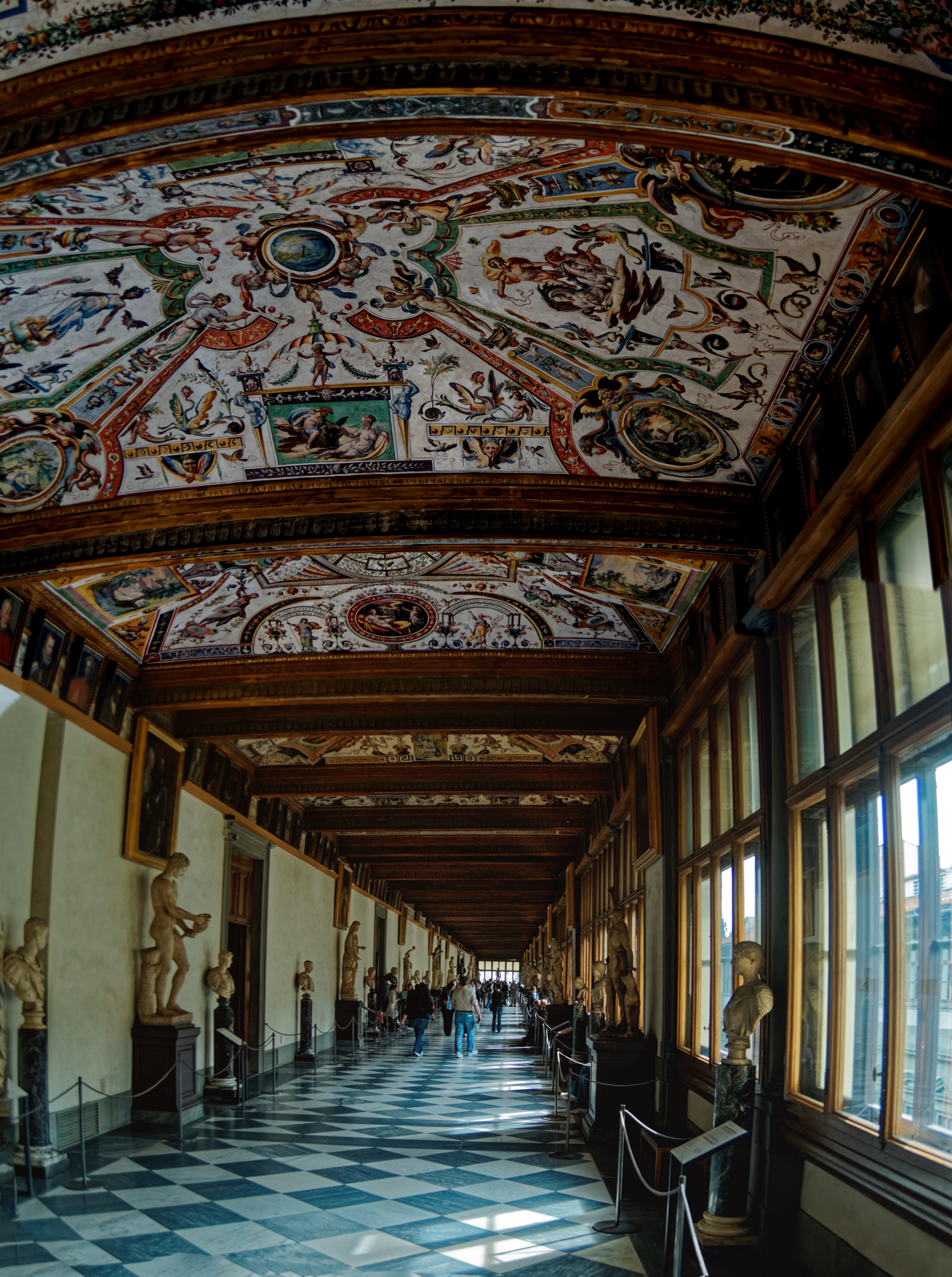
우피치 갤러리

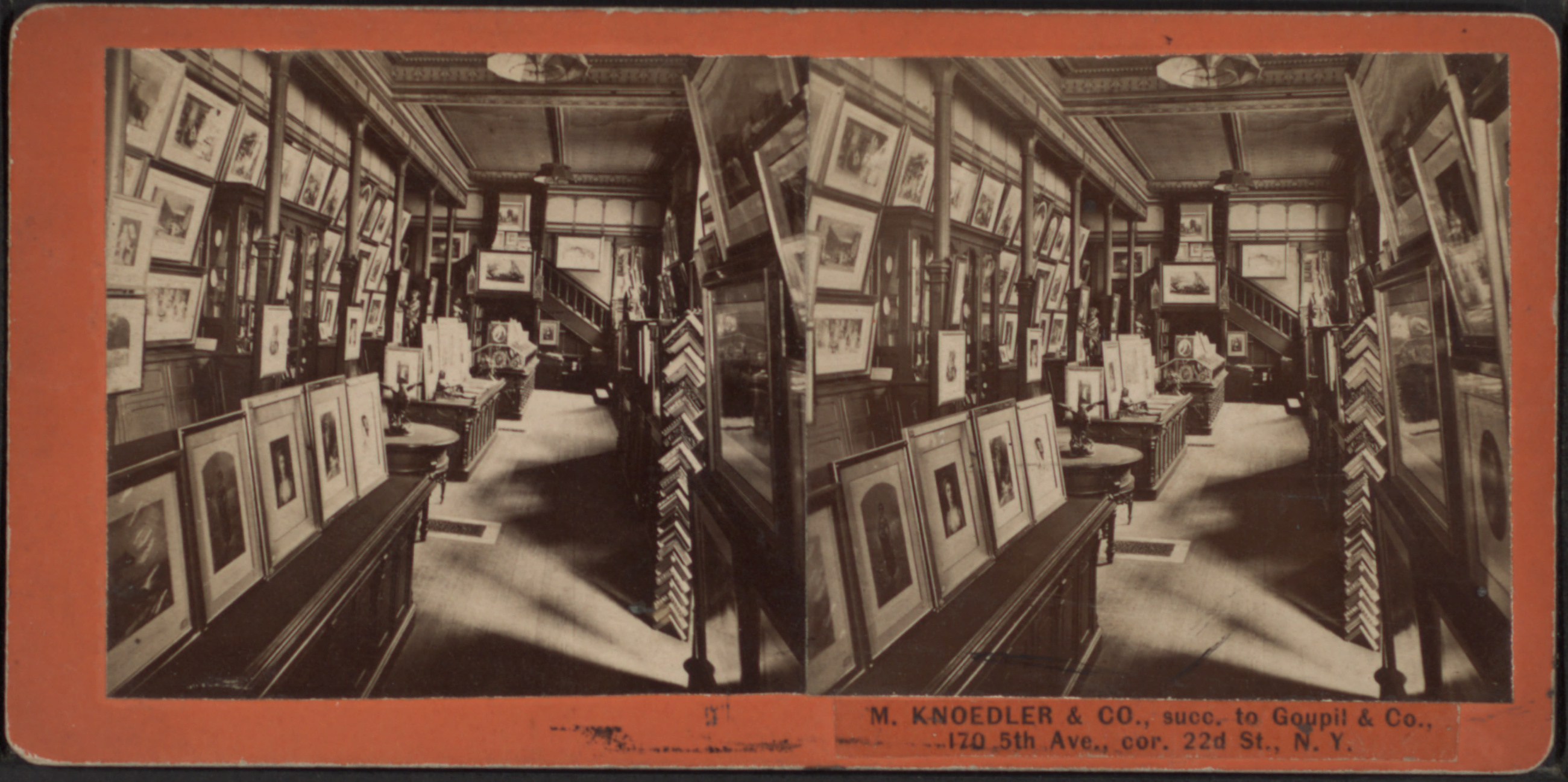
19세기 뉴욕의 갤러리

이탈리아어 '갤러리아(galleria)'에서 유래한 말로, 원래는 지붕이 있는 긴 복도라는 뜻의 단어 '회랑(回廊)'을 의미한다. 피렌체의 코시모 데 메디치가 자신의 저택 회랑을 시민들에게 개방해 소장품을 볼 수 있도록 한 것에서 시작해 이후 귀족들이 자신이 소장한 그림을 지인들에게 보여줄 목적으로 자신의 집안에 만든 방(회화실)을 의미하게 되었다. 이러한 회화실이 공공화됨에 따라 유럽에서는 '미술관’ 또는 ‘박물관'과 같은 의미로 사용되고 있다. 메디치가의 사무실은 나중에 피렌체에 기증되었으며 오늘날 우피치 미술관으로 운영되고 있다.
근대에 이르러 공공 미술관도 종종 갤러리라 불린다. 그러나 일반적으로 갤러리라는 용어는 미술품을 거래하는 화랑을 뜻한다. "갤러리"라는 낱말은 언어에 따라서 포함하는 범주가 조금씩 다를 수 있다. 예를 들어 프랑스어 위키백과는 미술관을 포함하는 모든 미술 전시장을 갤러리로 특별히 미술품을 거래하는 곳은 상업 갤러리로 구분한다.
서양의 경우 미술품의 거래는 르네상스 시기부터 있었으나 상업적 시장으로서 본격화 된 것은 18세기 후반 이후의 일이다. 그 이전까지 미술품은 건물의 인테리어나 가구 등과 같이 취급되었다. 19세기에 이르러 조세프 조엘 더빈(Joseph Joel Duveen)이 런던과 뉴욕 등지에 갤러리를 열고 근대적인 국제 미술품 거래를 시작하였다. 20세기에 들어 갤러리는 세계적으로 널리 확산되었다. 한국에서는 1913년 개장한 고금서화관이 최초의 근대적 갤러리로 알려져 있다.

## 역할
작품 판매를 위해 미술품을 진열하고 전시하는 장소를 가리킨다. 작가의 작품을 고객과 연결하는 다리 역할을 하는 업체로, 주요 업무는 작품 유통(미술관 컬렉션 제안, 컬렉션 관리, 아트페어 참여 등), 전시 기획, 작가 매니지먼트(프로모션, 발굴), 고객 관리(갤러리가 보유한 개인, 기업, 기관 등의 컬렉터 관리)라고 할 수 있다. 전속작가 계약을 맺어 작가를 관리하는 갤러리들이 점점 많아지고 있는데 작가의 작품을 중개한 뒤 갤러리는 작품 가격의 절반에 달하는 수수료를 받는다. 보통 작가의 작품을 구입하여 직접 판매하거나 컬렉터의 작품을 위탁판매하고, 아트컨설팅 업무도 수행한다. 과거에는 화랑이라는 말을 주로 썼으나 최근에는 갤러리로 통용되고 있고, 화랑이라는 말은 거의 쓰지 않는다.

### 갤러리스트
상업 갤러리를 운영하고 있는 사람, 혹은 잠재적 구매자를 유인하기 위해 상업 갤러리나 기타 장소에서 작가의 작품을 전시하고 홍보하는 일을 하는 사람은 갤러리스트라고 불린다. 화랑을 운영하는 사장이나 딜러라고 하면 너무 상업적인 느낌이 나서 예술가 편에서 예술가를 위해 움직이는 사람처럼 보이기 위해 사람들이 선호하며 쓰게 된 신조어라고 할 수 있다. 딜러라는 말은 2차 시장에서 미술작품을 거래하는 사람들을 가리키는 말로 주로 쓰이며, 1차 시장에서 미술작품을 거래하는 사람들은 갤러리스트로 구분해 부르는 것이 보통이다. 현재 갤러리스트라 하면, 갤러리를 위해 일하는 큐레이터와 아트딜러 및 기타 직원 모두를 아우르는 말로 쓰인다.
갤러리스트들은 작가와 함께 작품 판매 가격을 같이 정하고, 작가의 작품 주제나 방향에 대해 의견을 나누고 또한 그에 영향을 미치며, 작가를 선보일 자체 전시를 기획하고 외부 전시를 섭외하고, 국내외 미술관, 기관, 갤러리, 기획자 등에게 작가를 프로모션하는 전략을 세우는 등 작가와 긴밀한 관계를 유지한다. 갤러리 없이 직접 자신을 홍보하고 전시나 프로젝트 혹은 커미션 제안을 받는 작가도 많지만, 갤러리는 작가의 인지도를 끌어올리고 유지하기 위해 다양한 전략을 펼친다.

## 유명 갤러리
도널드 톰슨은 《은밀한 갤러리》에서 아래의 갤러리들을 세계적 수준의 유명 갤러리로 소개하고 있다.

### 런던
- 래리 가고시안
- 혼치 오브 베니슨
- 화이트 큐브
- 리슨 갤러리
- 새디 콜스
- 빅토리아 미로
- 하우저 앤 워스
- 모린 페일리
- 디 어프로치
- 스테판 프리드먼 갤러리

### 뉴욕
- 래리 가고시안
- 페이스 윌덴스타인
- 매리언 굿맨
- 폴라 쿠퍼
- 글래드스톤
- 데이비드 즈워너
- 매튜 막스
- 소나벤드
- 루어링 어거스틴
- 개빈 브라운